# Камеока

Камео́ка (яп. 亀岡市, かめおかし, МФА: [kameoka ɕi]?) — місто в Японії, в префектурі Кіото.     Отримало статус міста 1955 року. Площа становить 224,90 км². Станом на 1 жовтня 2017 року населення складало 88 273  осіб, густота населення — 392 осіб/км².     

## Історія
Кідзуґава отримала статус міста 1 січня 1955 року.